# 崔知夢
崔知夢（：／ Choe Ji-mong，906年—987年）是高麗王朝早期的一個官僚，也是朗州崔氏的始祖。
崔知夢原名崔聰進，出生在今日全羅南道的靈岩郡。其父崔昕在新羅孝恭王時期是當地的頗有名望的人。崔聰進性格清儉慈和、聰敏嗜學，其博涉經史，尤精於天文卜筮。十八歲時，高麗太祖王建慕名召見，他作出了王建必將統一三韓的預言。王建大喜，賜名崔知夢並賜錦衣、授「供奉」職，征戰的時候都帶上他。三韓統一後，封其為侍禁中、備顧問。
惠宗二年（945年），王規謀害王弟，時任司天官的崔知夢奏稱：「流星犯紫微，國必有賊」，準確預言了這次事件。後來惠宗因病住在神德殿，王規將要謀反，崔知夢又秘密奏稱：「近將有變，宜以時移御。」建議惠宗移駕別處。
定宗即位後，誅殺王規，得知崔知夢秘奏一事後，賜鞍、馬和銀器給他。光宗在位期間，崔知夢跟隨光宗來到歸法寺，因為酒後失禮，被貶於隈傑縣達十一年之久，直到景宗五年才被召回，授大匡內議令東萊郡侯，食邑一千戶柱國，賜銀器、錦被、褥帳衣馬頭犀帶。一天，崔知夢奏稱：「客星犯帝座，願王申戒宿衛，以備不虞。」果然不久後王承等人謀反被誅殺，獲賜御衣金帶。
成宗元年，加封左執政守、內史令、上柱國，賜弘文崇化致理功臣號，其父母皆被追封爵位。成宗三年，崔知夢請求致仕還鄉，不被允許。但他再次上書堅持請求，於是被從朝堂上除名，但仍赴內史房視事如舊。成宗六年，崔知夢疾病，成宗命醫賜藥，親臨問疾。又將馬二匹施捨給了歸法、海安二寺，讓三千名僧人禱告祈求崔知夢的痊愈。然而崔知夢仍然逝世，得年八十一歲。成宗追贈太子太傅之職，賜諡敏休，加贈太師。成宗十三年，配享景宗廟庭。
崔知夢有兩個兒子：崔玄同和崔懷遠。

## 影視形象
- 《太祖王建》（KBS, 2000年－2002年, 演員:Gianni Park）
- 《帝國的早晨》（KBS, 2002年－2003年, 演員:鄭東煥）
- 《千秋太后》（KBS，2009年，演員：전성환）
- 《輝煌或瘋狂》(MBC, 2015年, 演員:金秉玉)
- 《月之戀人－步步驚心：麗》(SBS, 2016年, 演員:金成均)